# Сільські округи Казахстану
Сільський округ (каз. ауылдық округі) — один із типів адміністративних одиниць в адміністративно-територіальному поділі Казахстану, адміністративна одиниця країни третього рівня адміністративного поділу.
Згідно із законом від 1993 року найнижчими адміністративними одиницями країни в сільській місцевості є саме сільські округи. Виконавчим органом у межах такого округу є голова сільської адміністрації.